# Правна наука
Правната наука е социална наука, изучаваща правото. Нейни основни клонове са правната доктрина, теорията на държавата, сравнителното право, философията на правото, историята на правото, социологията на правото.